# Taylor Dayne
Taylor Dayne, née Leslie Wunderman le 7 mars 1962 à Baldwin (New York), est une auteur-compositrice-interprète et actrice américaine.

## Biographie
En 1987 et 1988, quatre extraits du premier album de Taylor Dayne, Tell It to My Heart, Prove Your Love, I'll Always Love You et Don't Rush Me, se sont classés dans le Top 10 du palmarès Billboard Hot 100. Le deuxième album de la chanteuse, Can't Fight Fate, a généré les succès With Every Beat of My Heart, le numéro 1 Love Will Lead You Back, I'll Be Your Shelter et Heart of Stone. Deux autres singles, Can't Get Enough of Your Love et Send Me a Lover, ont obtenu en 1993 des succès plus modestes.
Selon son site officiel, Taylor Dayne a vendu plus de 75 millions d'albums et de singles en carrière. Comme compositrice, elle a contribué notamment à l'écriture de la chanson Whatever You Want, enregistrée par Tina Turner sur son album Wildest Dreams. Elle a joué dans des séries télévisées et a tenu des rôles dans quelques films, entre autres Fool's Paradise, Stag et I Am Bad.

## Discographie

### Albums studio
- Tell It to My Heart (1988)·
- Can't Fight Fate (1989)
- Soul Dancing (1993)
- Naked Without You (1998)·
- Satisfied (2008)

### Singles
- Tell It to My Heart (1987)
- Prove Your Love (1988)
- I'll Always Love You (1988)
- Don't Rush Me (1988)
- With Every Beat of My Heart (1989)
- Love Will Lead You Back (1990)
- I'll Be Your Shelter (1990)
- Heart of Stone (1990)
- Can't Get Enough of Your Love (1993)
- Send Me a Lover (1993)
- I'll Wait (1994)
- Original Sin (1994)
- Say a Prayer (1995)
- Tell It to My Heart (remix 1996)
- Whatever You Want (1998)
- Naked Without You (1998)
- Planet Love (2000)
- How Many (2002)
- Supermodel (2003)
- I'm Not Featuring You (2007)
- Beautiful (2007)
- My Heart Can't Change (2008)
- Crash (2008)
- Facing a Miracle (2010)
- Floor on Fire (2011)